# USS Phoenix (SSN-702)
Za druga plovila z istim imenom glejte USS Phoenix.
USS Phoenix (SSN-702) je jedrska jurišna podmornica razreda los angeles.